# Basilika Unserer Lieben Frau der Barmherzigkeit (Santa Rosa de Osos)

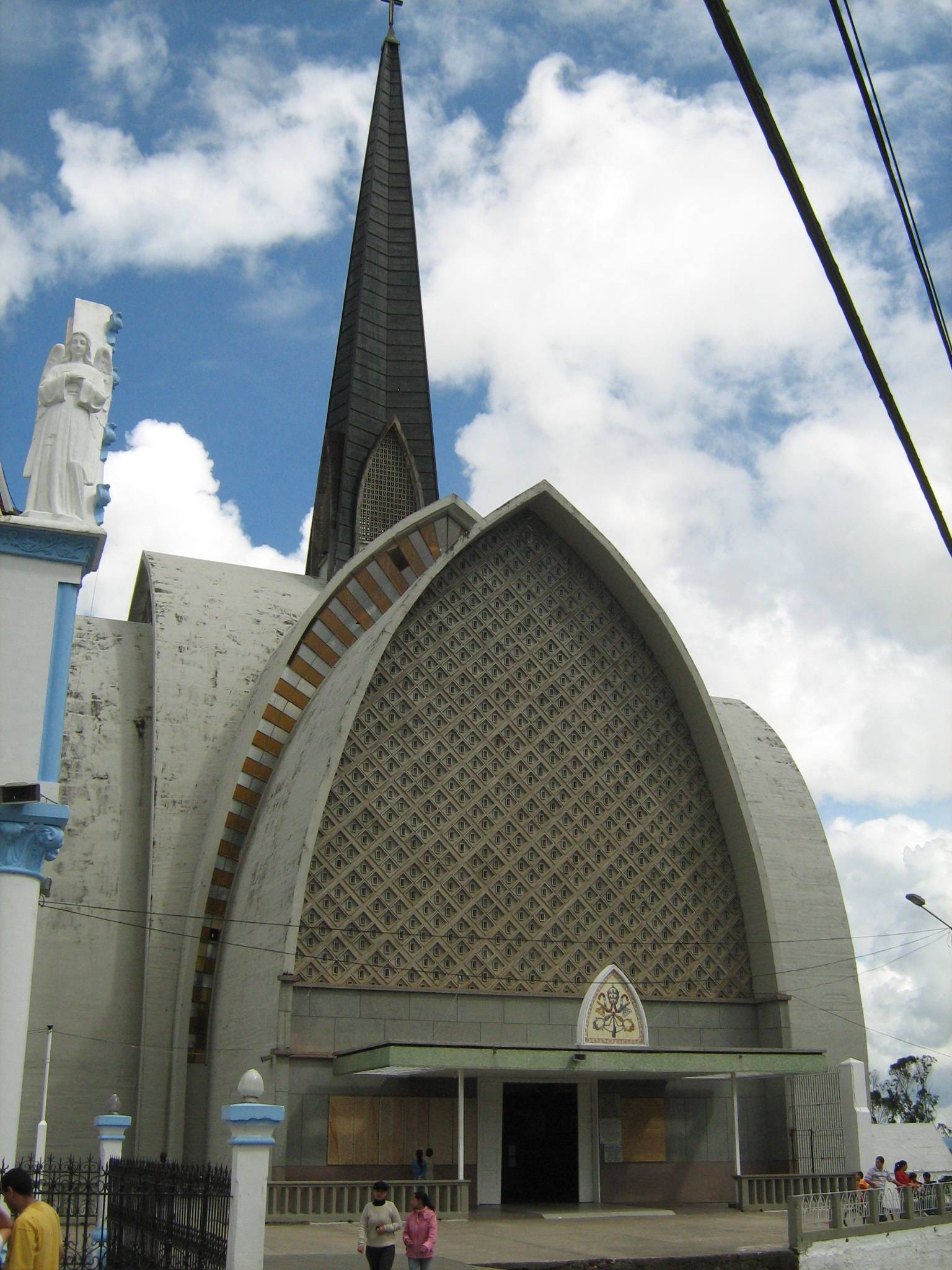
Fassade der Basilika

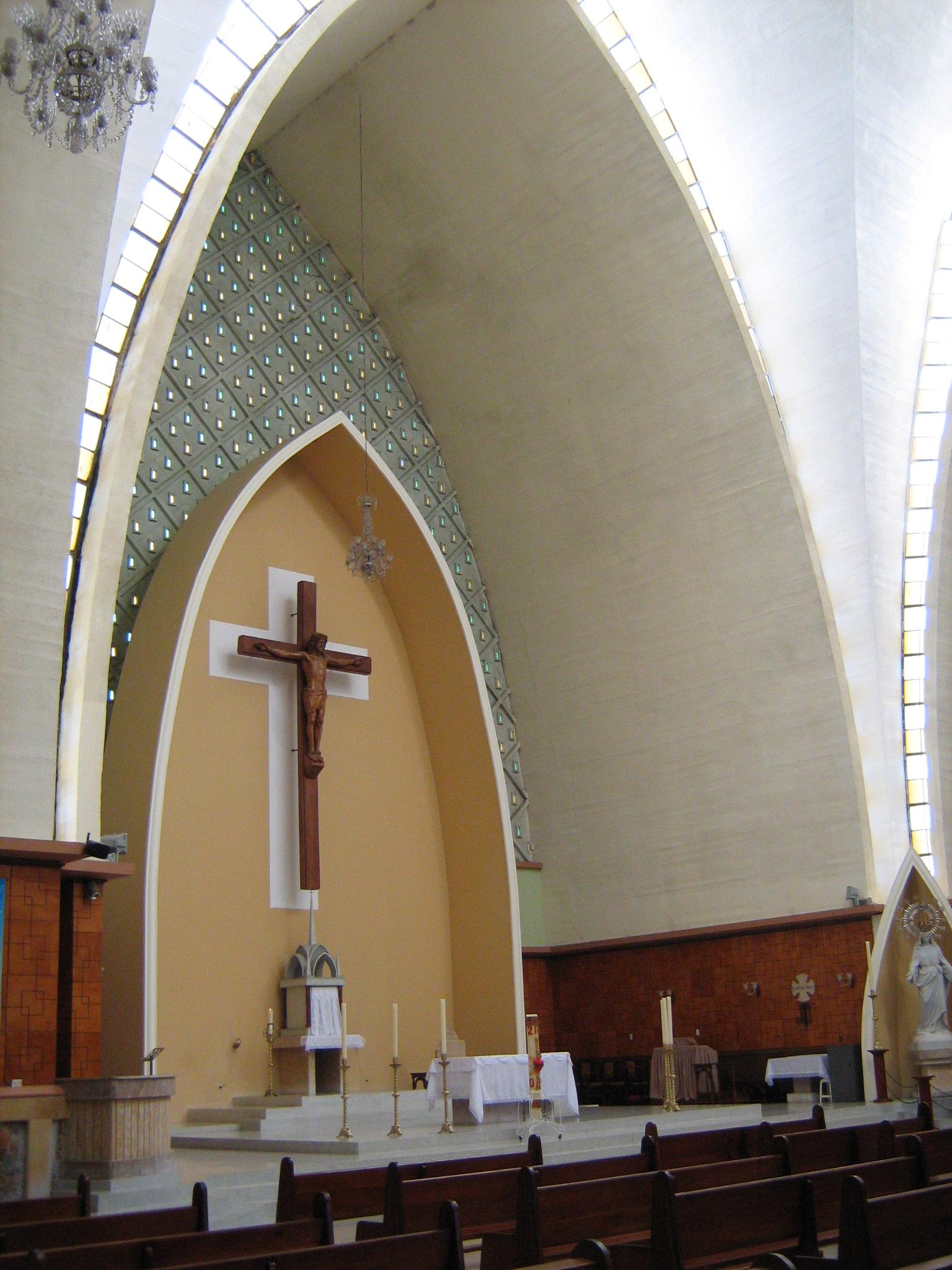
Altarraum

Die Basilika Unserer Lieben Frau der Barmherzigkeit (spanisch Basílica de Nuestra Señora de las Misericordias) ist eine katholische Wallfahrtskirche in der Gemeinde Santa Rosa de Osos in der kolumbianischen Provinz Antioquia. Die Basilica minor des Bistums Santa Rosa de Osos stammt aus dem 20. Jahrhundert.

## Geschichte
Nach dem Marianischen Kongress 1919 in Kolumbien wurde in Santa Rosa de Osos an den einheimischen Künstler Álvaro Carvajal eine Marienstatue in Auftrag gegeben, die heute unter dem 1934 geschaffenen Baldachin vor der Kirche steht. Nach Weihe der Kapelle legte Bischof Miguel Ángel Builes ein Gelübde zum Bau einer Kirche ab, der dann am 8. September 1950 begann. Am 8. September 1954 konnte die Weihe der Krypta erfolgen. Am 8. September 1962 wurde durch  Bischof Builes in der noch unvollendeten Kirche der erste Gottesdienst gefeiert. 1971 wurde die Kirche fertiggestellt und durch Bischof Joaquín García Ordóñez geweiht. Sie erhielt 1972 von Papst Paul VI. wegen ihrer besonderen Bedeutung als Wallfahrts- und Glaubenszentrum den Titel einer Basilica minor verliehen. Bischof Jairo Jaramillo Monsalve gab der Basilika 1996 die Funktion einer Pfarrkirche.

## Architektur
Das Gebäude wurde im Stil der Moderne unter Verwendung des gotischen Spitzbogen errichtet. Es bietet auf dem Grundriss eines griechischen Kreuzes eine Fläche von 800 Quadratmetern für eine Kapazität von bis zu 3400 Personen. Das Längs- und Querschiff bilden jeweils ein bis zu den Giebeln reichendes Spitztonnengewölbe, dessen zentraler Teil auf 26 Meter erhöht ist, um zwischen den äußeren und dem inneren Abschnitten zu jeder Seite ein Fensterband zu ermöglichen. Über der Kirche  erhebt sich der spitze Vierungsturm insgesamt 64 Meter hoch und macht die Basilika zum höchsten Gebäude in Santa Rosa de Osos und zum Symbol der Gemeinde.